# Apiosordaria rugosa
Apiosordaria rugosa är en svampart som beskrevs av Udagawa 1980. Apiosordaria rugosa ingår i släktet Apiosordaria och familjen Lasiosphaeriaceae.   Inga underarter finns listade i Catalogue of Life.